# انتخابات ریاست‌جمهوری ایسلند (۲۰۲۴)
انتخابات ریاست‌جمهوری ایسلند (انگلیسی: 2024 Icelandic presidential election) در ۱ ژوئن ۲۰۲۴ برگزار شد. رئیس‌جمهور فعلی، گونی یوهانسن، اعلام کرد که در انتخابات نامزد نخواهد شد. هالا توماسدوتیر به عنوان جانشین او انتخاب شد و از ۱ اوت ۲۰۲۴، قدرت را در دست خواهد گرفت.

## نظام انتخاباتی
رئیس‌جمهور ایسلند مستقیماً با رای مردم و با کسب بیشترین آرا مشارکت‌کنندگان در انتخابات، انتخاب می‌شود. نامزدهای انتخابات ریاست‌جمهوری باید شهروند ایسلند و در روز انتخابات، حداقل ۳۵ سال سن داشته باشند.